# Бирштадт, Альберт
А́льберт Би́рштадт (Бирстадт; нем. Albert Bierstadt; 1830, Золинген — 18 февраля 1902, Нью-Йорк) — один из наиболее известных американских пейзажистов XIX века, представитель Дюссельдорфской художественной школы. Как сторонник неоромантизма, изображал в своих картинах Дикий Запад и индейцев. Принадлежал также к Школе реки Гудзон.

## Биография
Через год после его рождения семья переехала в Америку. Позднее путешествовал по Европе, в особенности по Италии. Сделал множество рисунков Альп.
В 1859 году, участвуя в геодезических измерениях в составе экспедиции Инженерного корпуса армии США, впервые посетил Скалистые горы. Во время экспедиции выполнил множество рисунков и дагерротипов, которые позднее использовал как заготовки для создания своих пейзажей. В пейзажах Бирстадт умело использовал эффект игры света и тени.
В 1863 году, вместе с политиком Уильямом Байерсом, стал первым покорителем горы в Колорадо высотой 4348 метров, которой дал имя Розали в честь жены журналиста и писателя Фитца Хью Ладлоу, которая после ранней смерти мужа стала женой Бирстадта. В 1895 году название Розали было изменено на Эванс.
В том же 1863 году впервые покорил близлежащую гору чуть меньшей высоты (4287 метров): она до сих пор носит его имя — Бирстадт.

## Работы

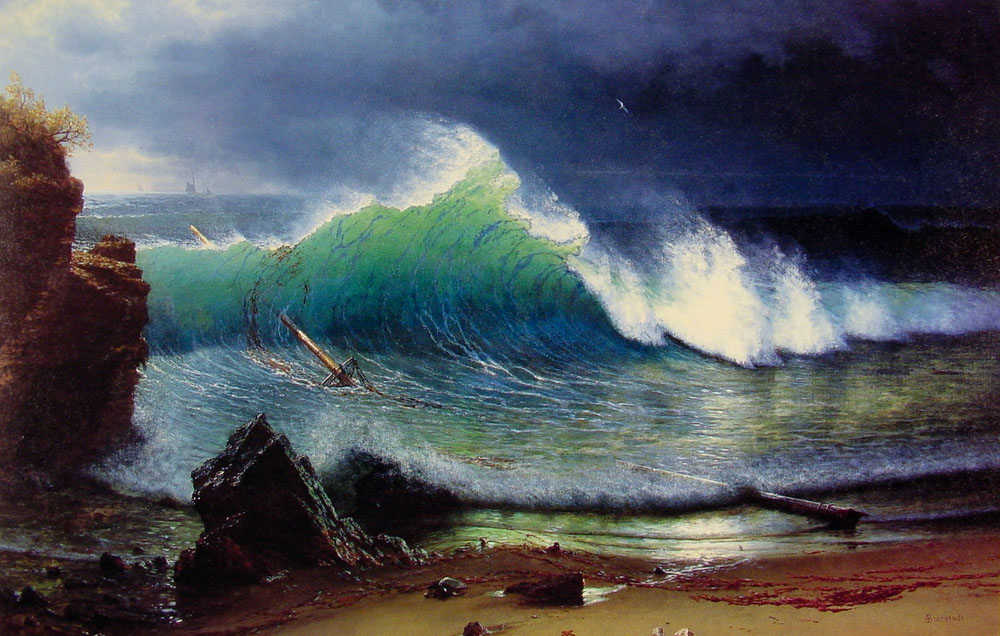
Берег Бирюзового моря. 1878 год.

Некоторое время художник пользовался значительной популярностью, одна из его картин ещё при жизни была продана за 25000 долларов. Позднее, однако, утратил своё реноме, изготавливая низкокачественные копии своих известных работ. Многие из работ Альберта Бирстадта находятся в музее Хэггин. В России работы художника экспонируются в Национальной галерее Республики Коми и Орловском музее изобразительных искусств.

## Галерея

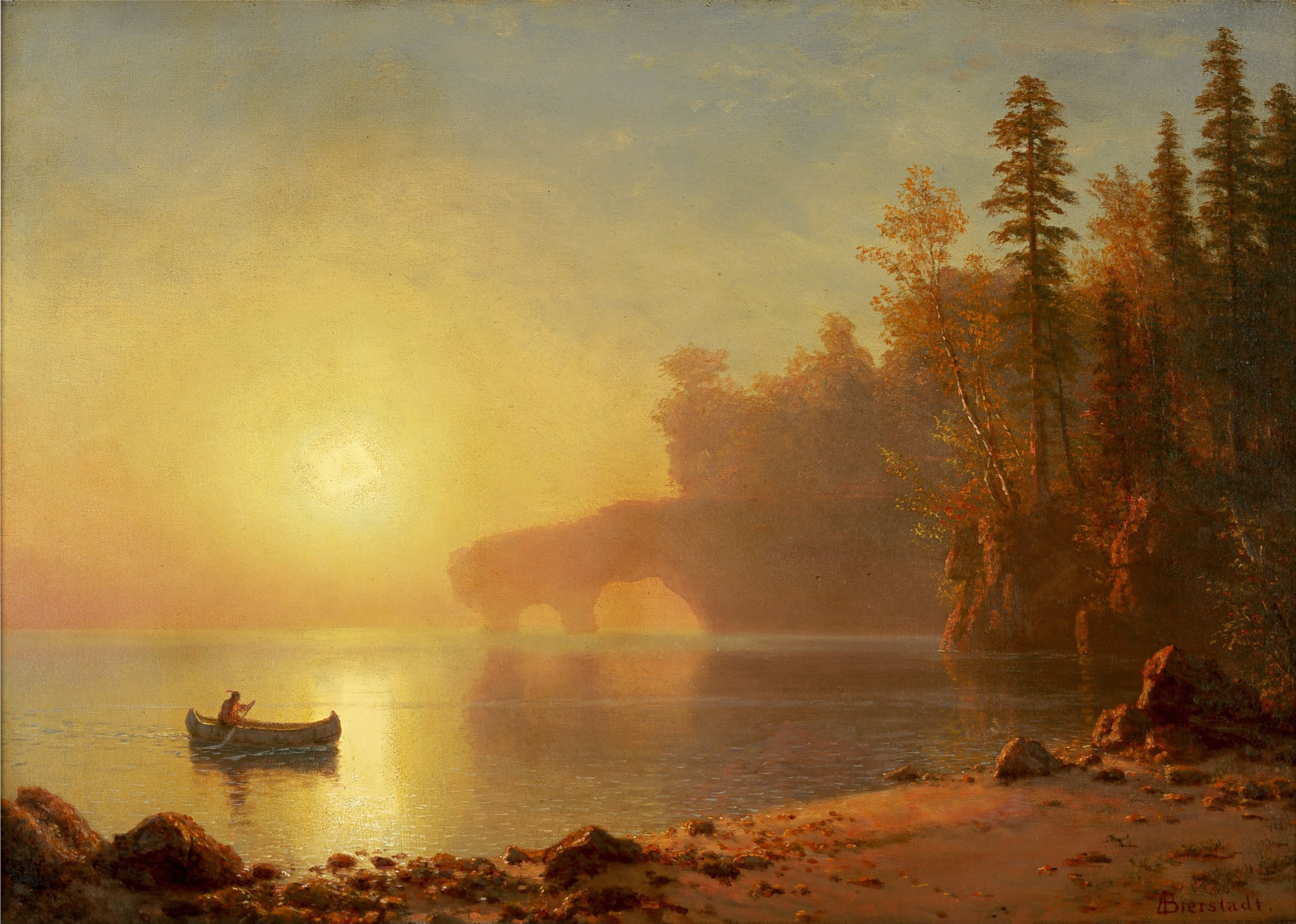
Индейское каноэ. Блантоновский художественный музей при Техасском университете в Остине.
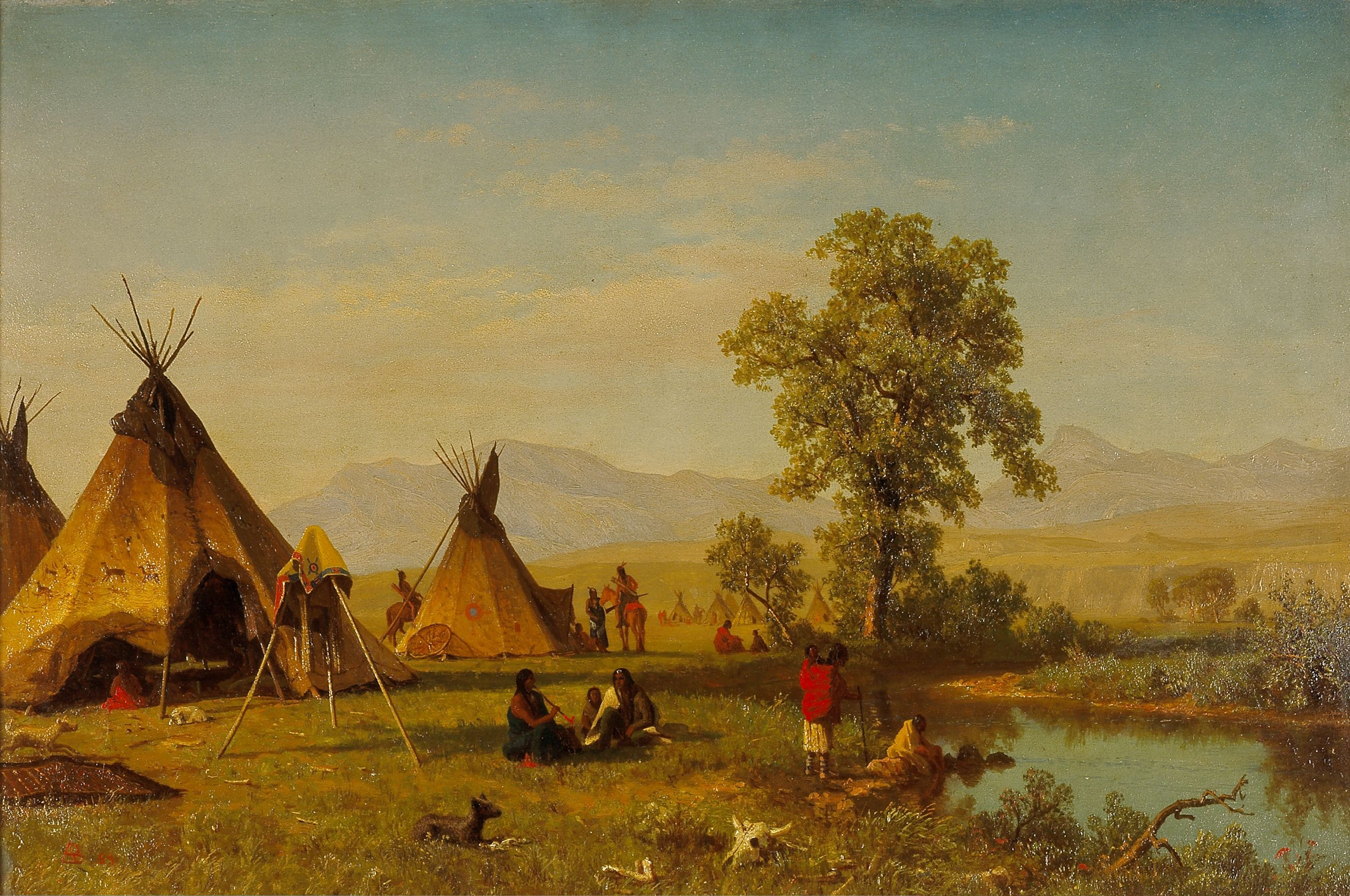
Поселение сиу. Блантоновский художественный музей.
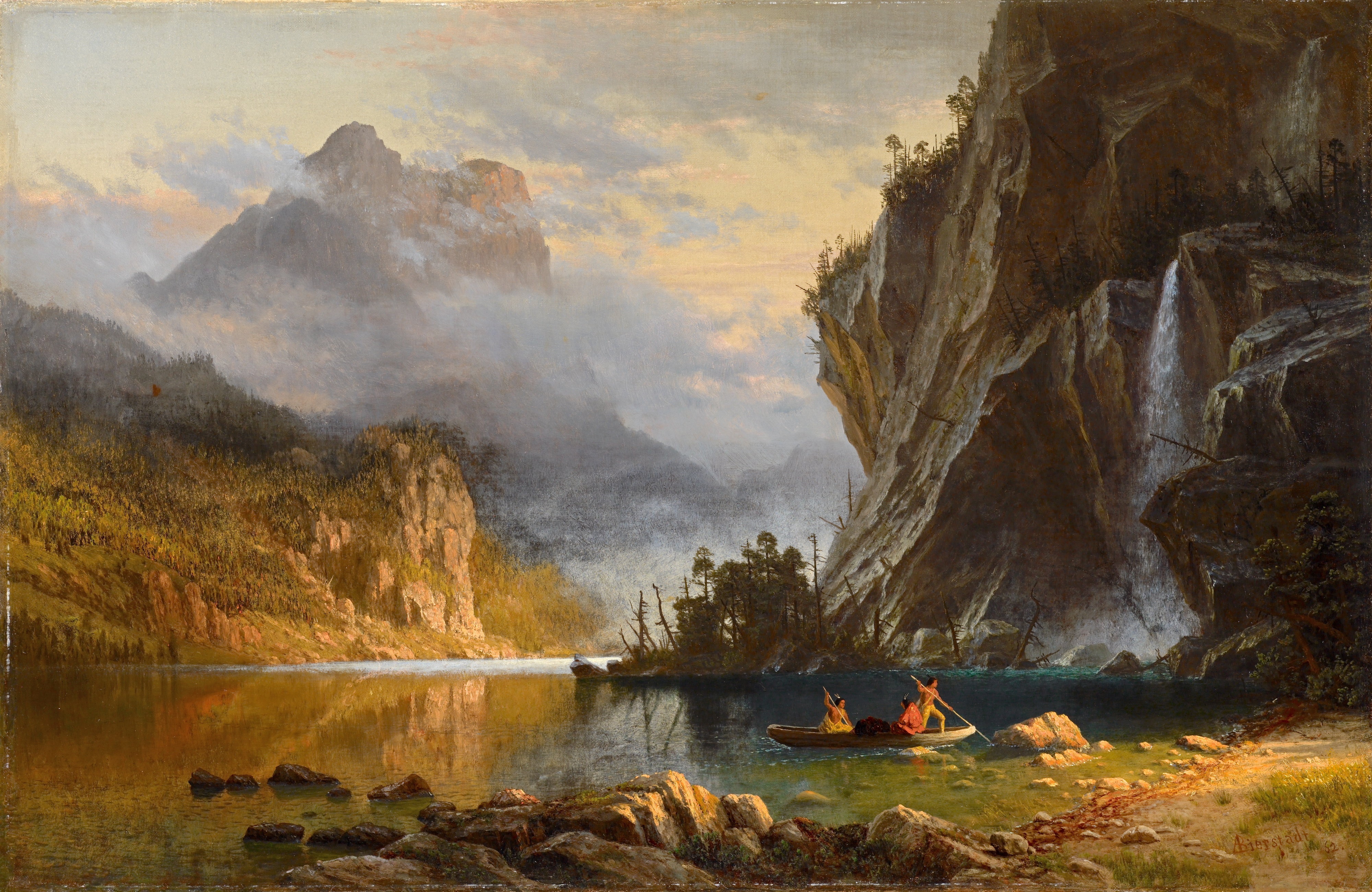
Индейская рыбалка с гарпунами. Музей изящных искусств (Хьюстон).
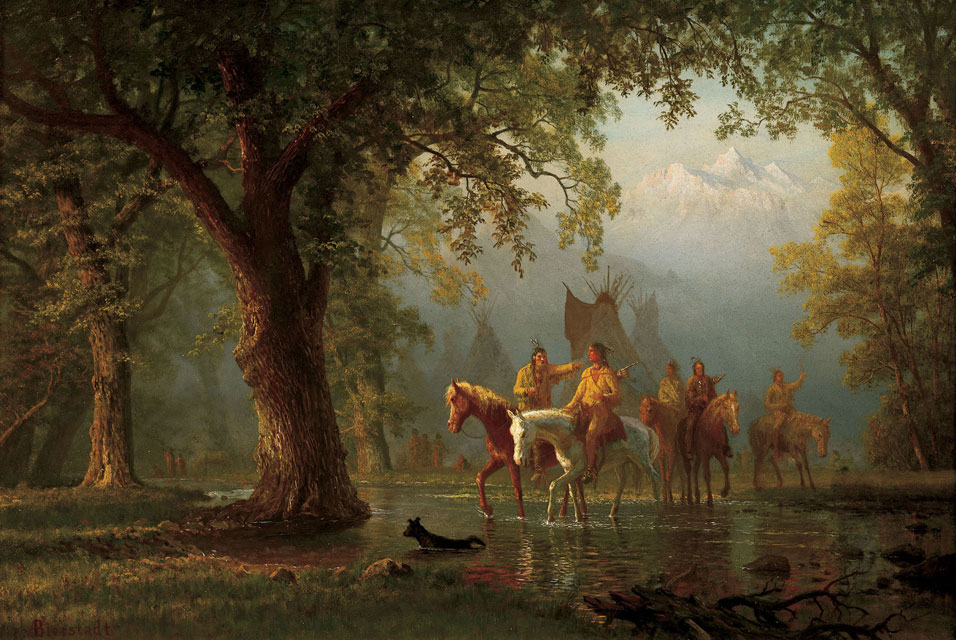
Выезд индейских воинов.
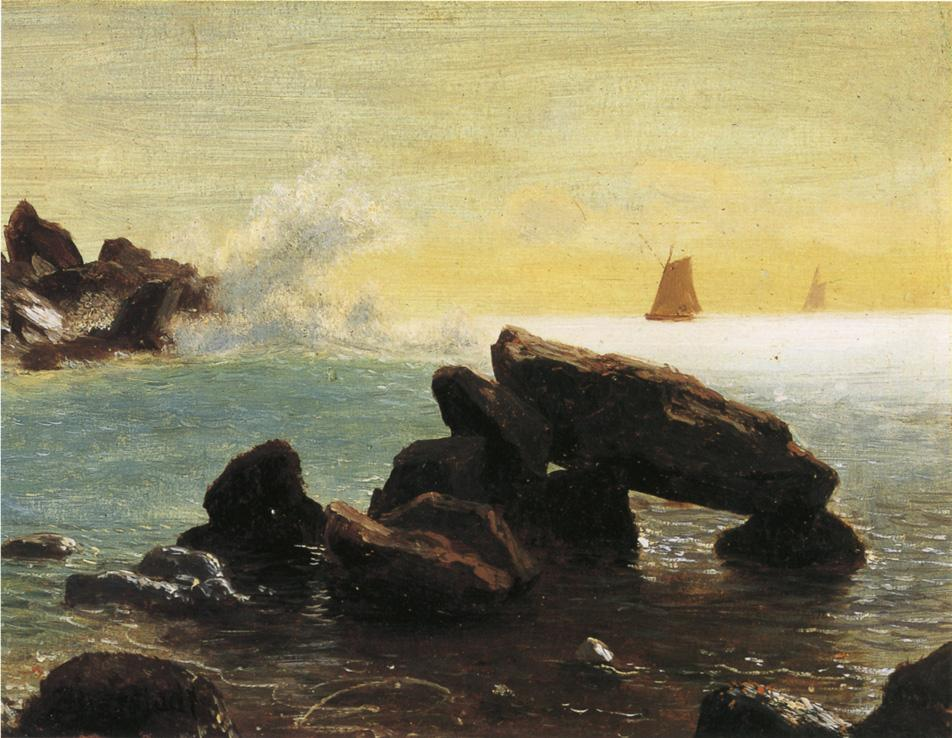
Фараллоновы острова, Калифорния.
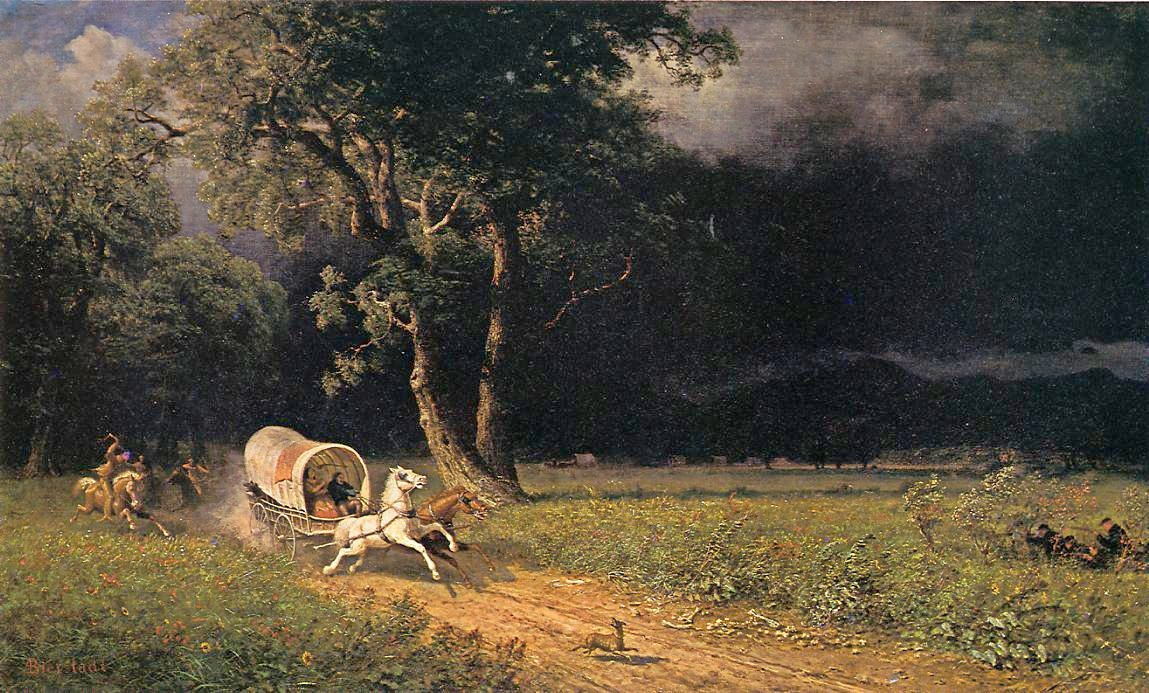
Засада.
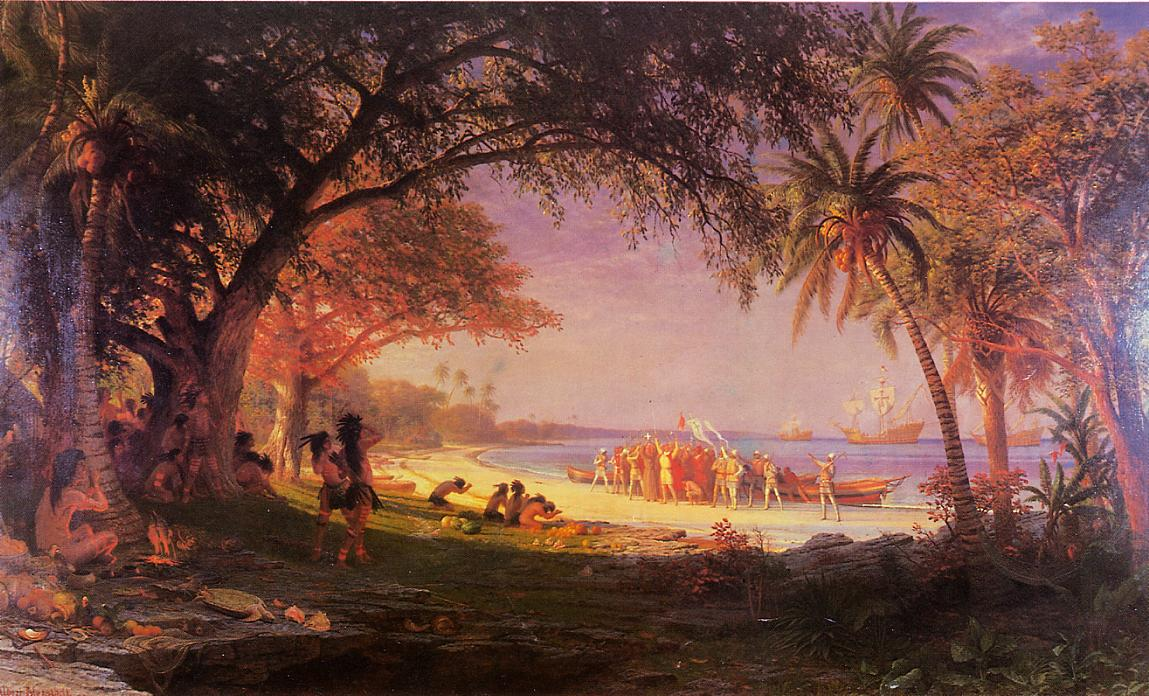
Высадка Колумба.
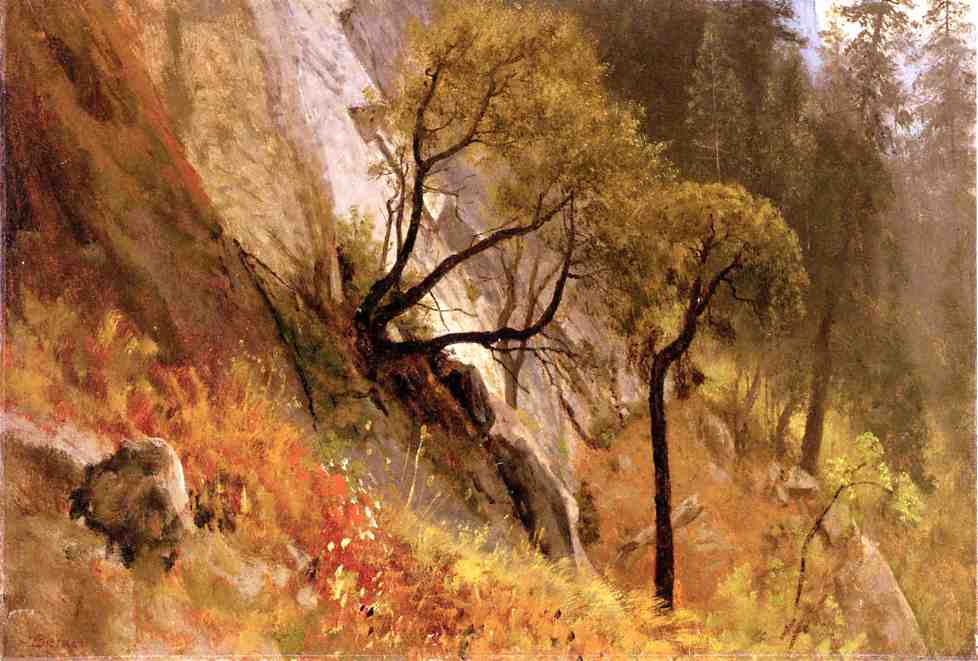
Пейзаж, Йосемити.